# Lista gatunków z rodzaju litokarpus
Lista gatunków z rodzaju litokarpus Lithocarpus – lista gatunków z rodzaju roślin z rodziny bukowatych. Według The Plant List w obrębie tego rodzaju znajduje się 336 gatunków o nazwach zweryfikowanych i zaakceptowanych, podczas gdy kolejnych 7 taksonów ma status gatunków niepewnych (niezweryfikowanych). 

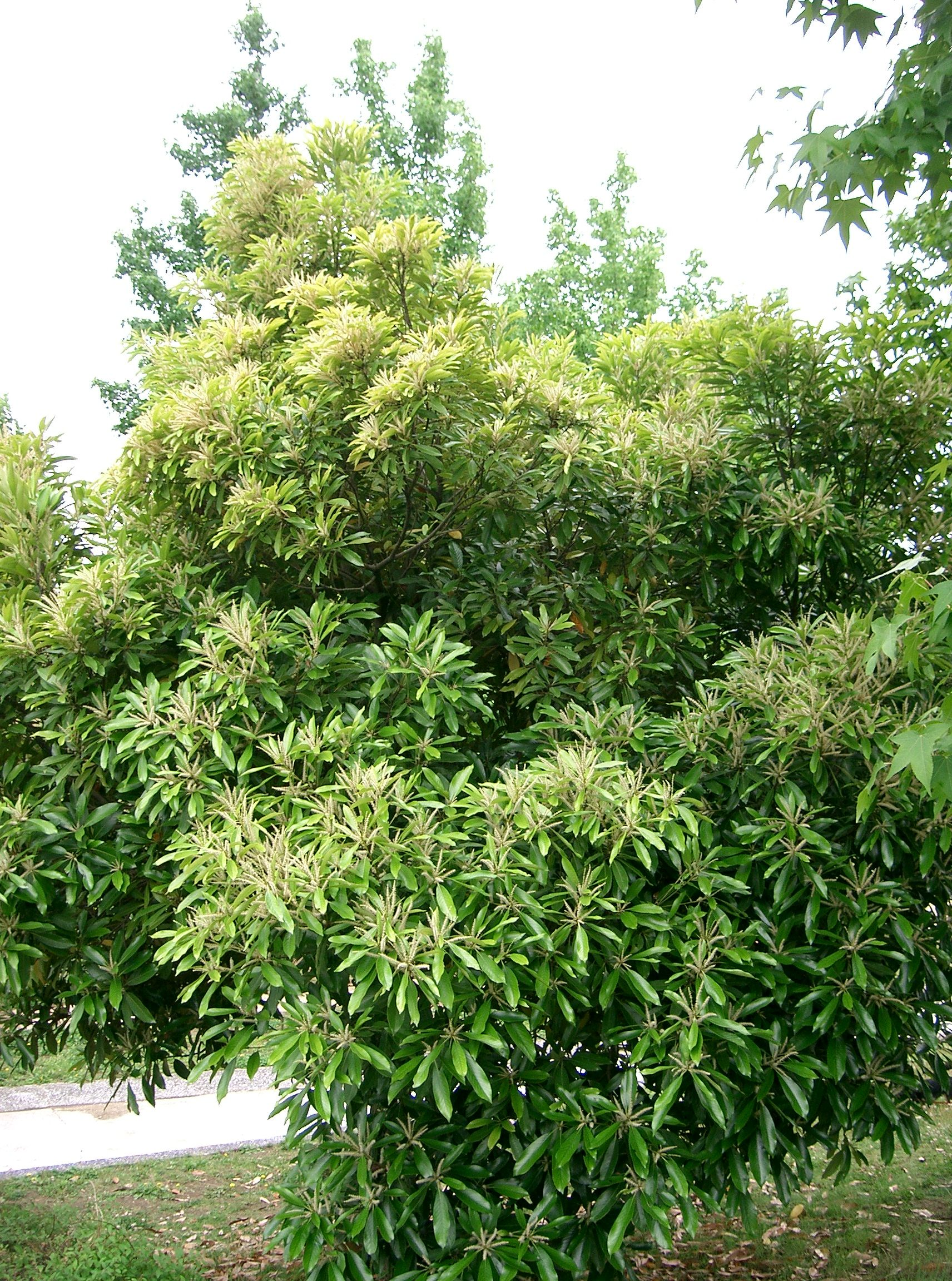
Lithocarpus edulis

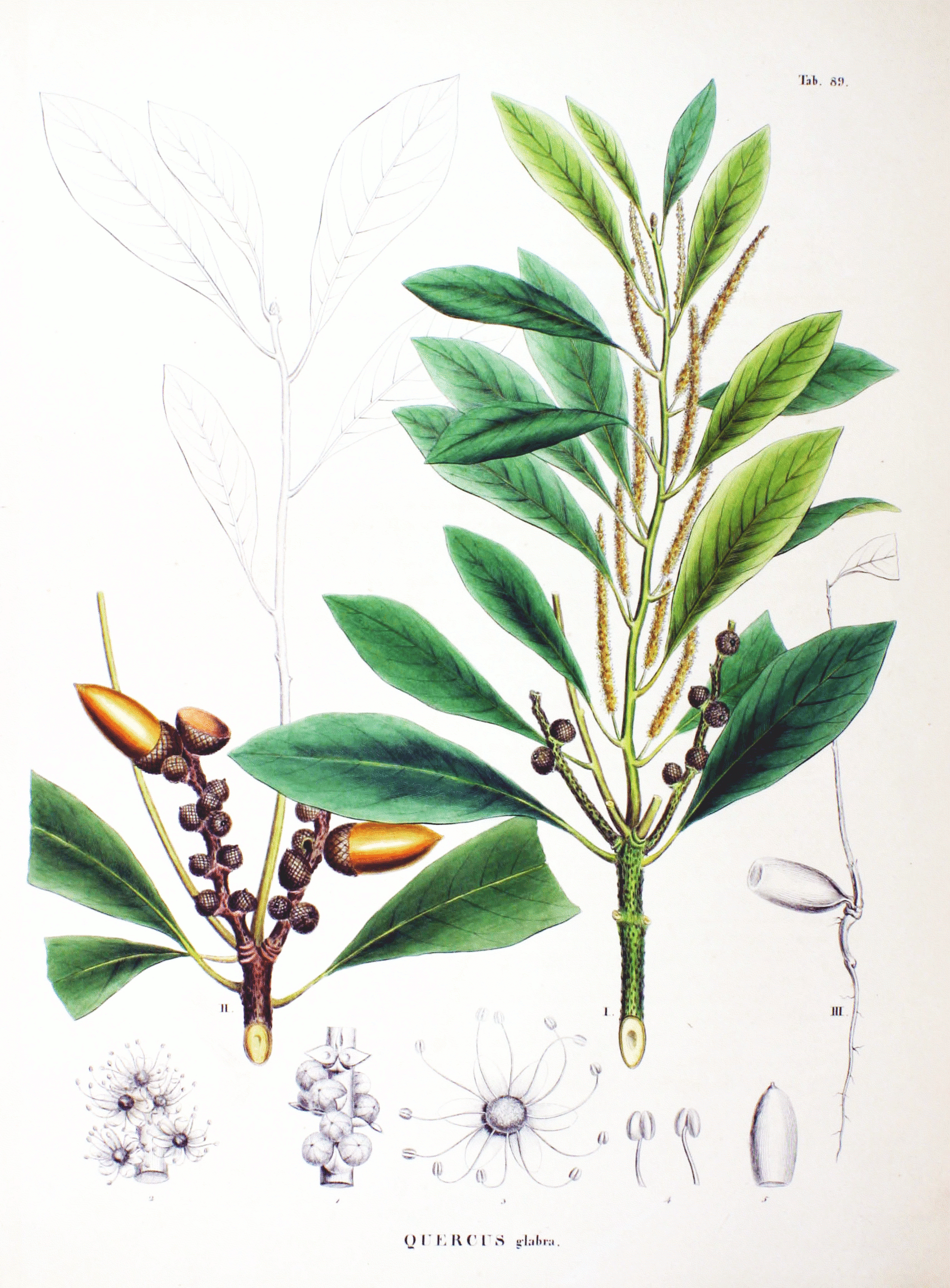
Lithocarpus glaber

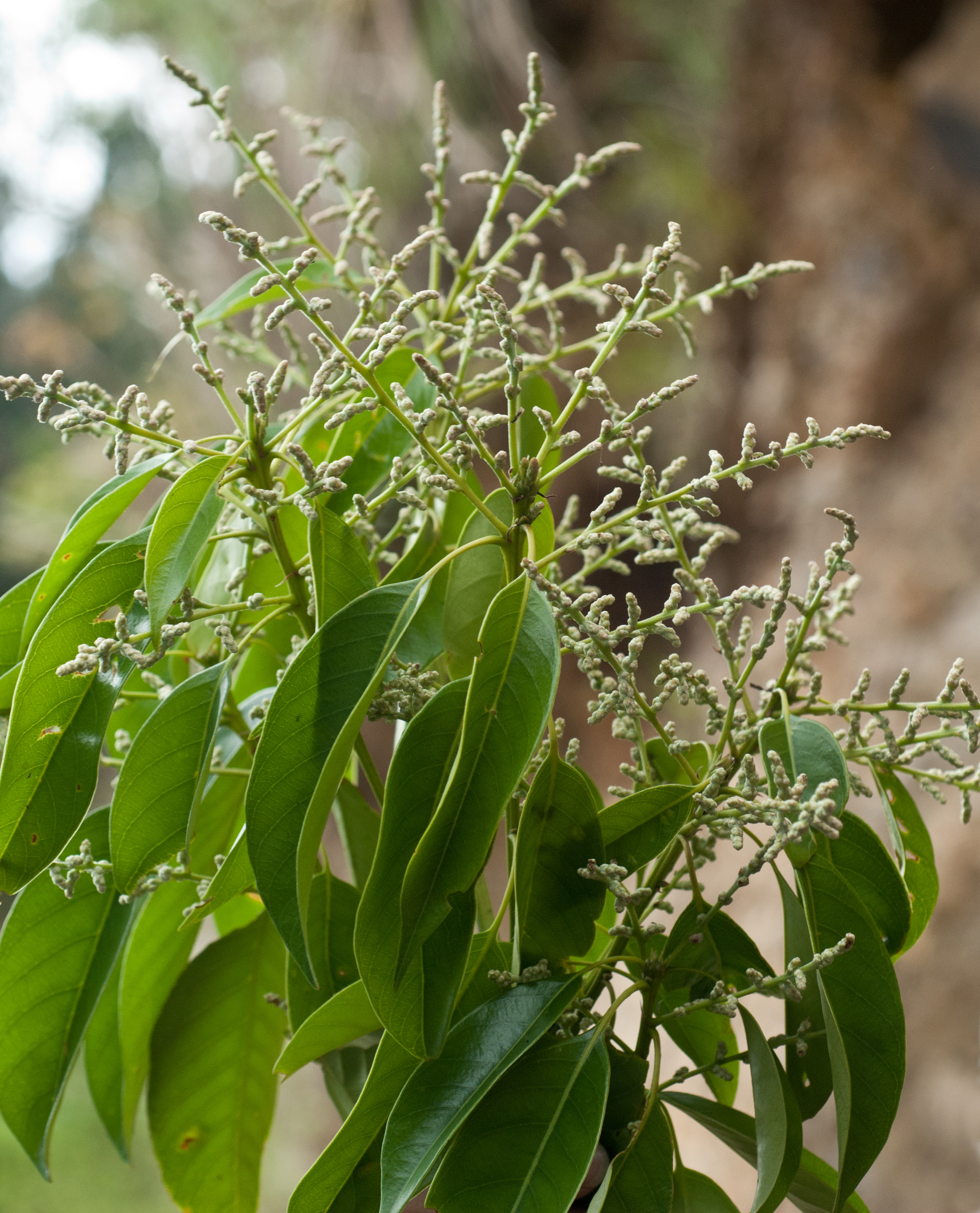
Lithocarpus harlandii

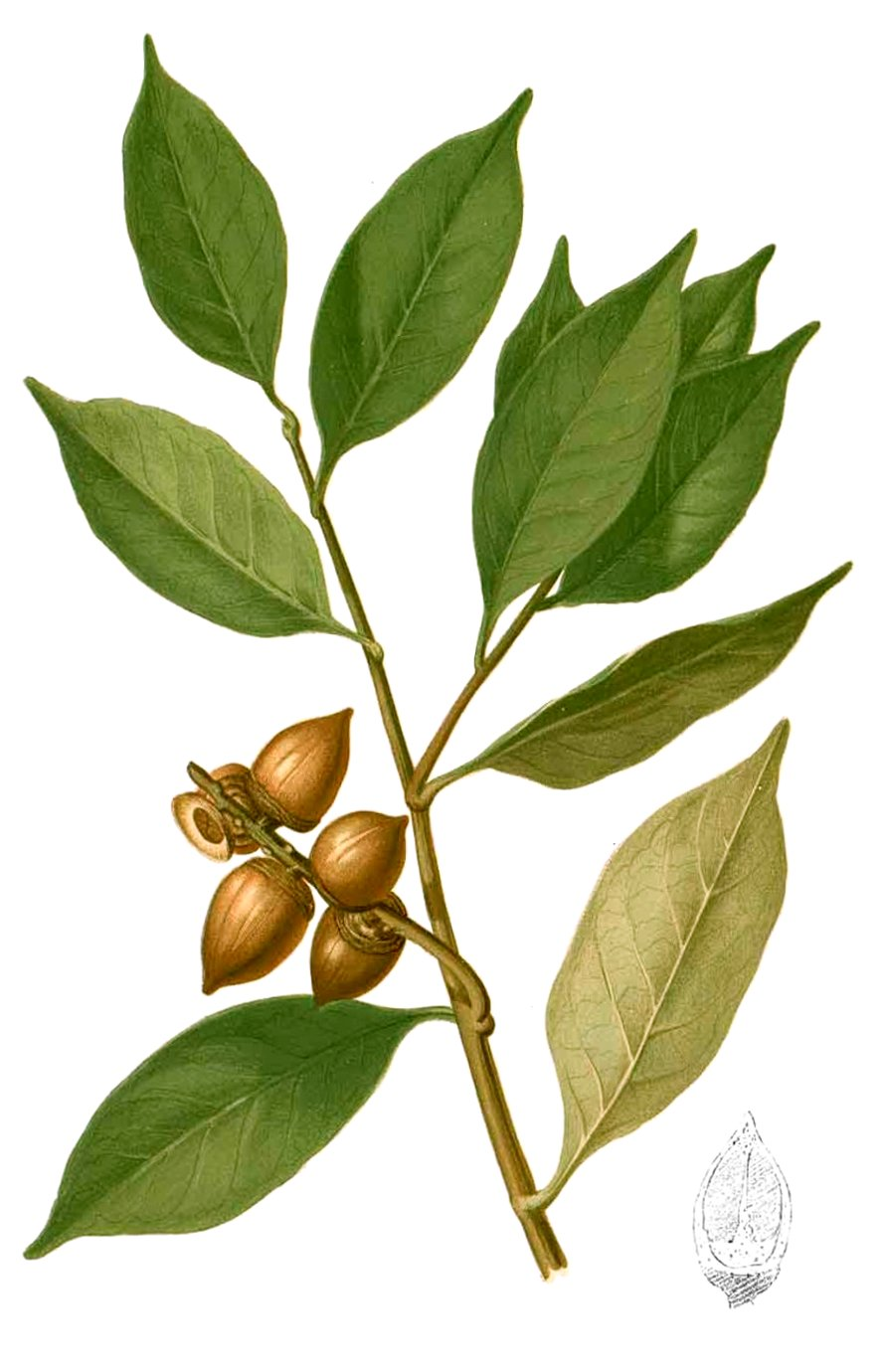
Lithocarpus pseudoreinwardtii

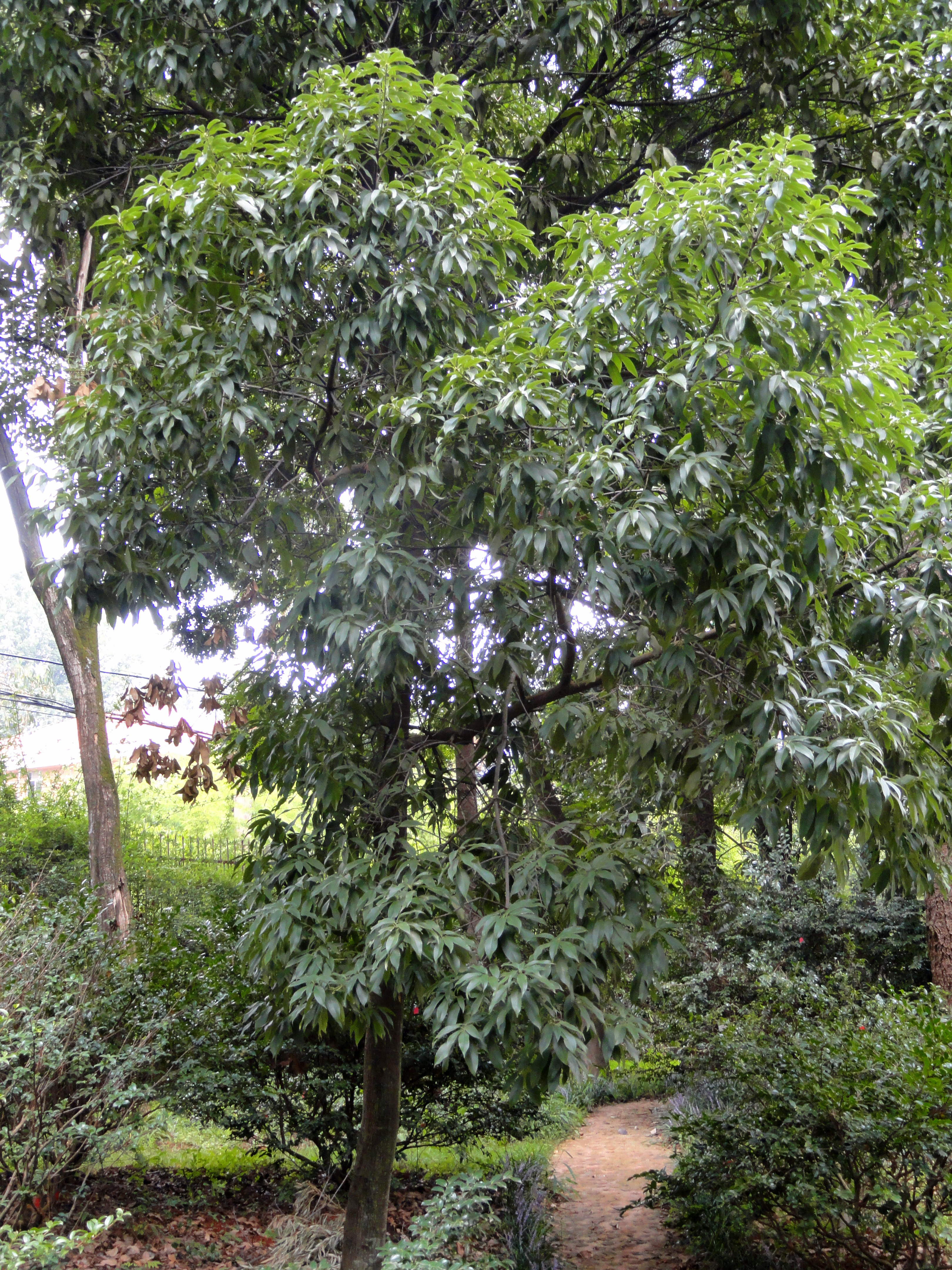
Lithocarpus vestitus

## List gatunków
- Lithocarpus acuminatus (Roxb.) Rehder
- Lithocarpus aggregatus Barnett
- Lithocarpus ailaoensis A.Camus
- Lithocarpus amherstianus (Wall. ex Hook.f.) A.Camus
- Lithocarpus amoenus W.Y.Chun & C.C.Huang
- Lithocarpus amygdalifolius (Skan) Hayata
- Lithocarpus andersonii Soepadmo
- Lithocarpus annamensis (Hickel & A.Camus) Barnett
- Lithocarpus annamitorus (A.Chev.) A.Camus
- Lithocarpus apoensis (Elmer) Rehder
- Lithocarpus apricus C.C.Huang & Y.T.Chang
- Lithocarpus arcaulus (Buch.-Ham. ex D.Don) C.C.Huang & Y.T.Chang
- Lithocarpus areca (Hickel & A.Camus) A.Camus
- Lithocarpus aspericupulus (Markgr.) Rehder
- Lithocarpus atjehensis Hatus. ex Soepadmo
- Lithocarpus attenuatus (Skan) Rehder
- Lithocarpus auriculatus (Hickel & A.Camus) Barnett
- Lithocarpus bacgiangensis (Hickel & A.Camus) A.Camus
- Lithocarpus balansae (Drake) A.Camus
- Lithocarpus bancanus (Scheff.) Rehder
- Lithocarpus bassacensis (Hickel & A.Camus) Barnett
- Lithocarpus beccarianus (Benth.) A.Camus
- Lithocarpus bennettii (Miq.) Rehder
- Lithocarpus bentramensis (A.Camus) A.Camus
- Lithocarpus bicoloratus (Elmer) A.Camus
- Lithocarpus blaoensis (A.Camus) A.Camus
- Lithocarpus blumeanus (Korth.) Rehder
- Lithocarpus bolovenensis A.Camus
- Lithocarpus bonnetii (Hickel & A.Camus) A.Camus
- Lithocarpus brachystachyus Chun
- Lithocarpus braianensis A.Camus
- Lithocarpus brassii Soepadmo
- Lithocarpus brevicaudatus (Skan) Hayata
- Lithocarpus brochidodromus Julia & Soupadmo
- Lithocarpus bullatus Hatus. ex Soepadmo
- Lithocarpus burkillii A.Camus
- Lithocarpus calolepis Y.C.Hsu & H.Wei Jen
- Lithocarpus calophyllus Chun ex C.C.Huang & Y.T.Chang
- Lithocarpus cambodiensis A.Camus
- Lithocarpus campylolepis A.Camus
- Lithocarpus cantleyanus (King ex Hook.f.) Rehder
- Lithocarpus carolinae (Skan ex Dunn) Rehder
- Lithocarpus castellarnauianus (Vidal) A.Camus
- Lithocarpus caudatifolius (Merr.) Rehder
- Lithocarpus caudatilimbus (Merr.) A.Camus
- Lithocarpus celebicus (Miq.) Rehder
- Lithocarpus cerifer (Hickel & A.Camus) A.Camus
- Lithocarpus chevalieri A.Camus
- Lithocarpus chienchuanensis Hu
- Lithocarpus chifui Chun & Tsiang
- Lithocarpus chittagongus (King ex Hook.f.) Merr.
- Lithocarpus chiungchungensis Chun & P.C.Tam
- Lithocarpus chrysocomus Chun & Tsiang
- Lithocarpus cinereus W.Y.Chun & C.C.Huang
- Lithocarpus clathratus (Seemen) Rehder
- Lithocarpus cleistocarpus (Seemen) Rehder & E.H.Wilson
- Lithocarpus clementianus (King ex Hook.f.) A.Camus
- Lithocarpus coalitus (Hickel & A.Camus) A.Camus
- Lithocarpus coinhensis (Hickel & A.Camus) A.Camus
- Lithocarpus concentricus (Lour.) Hjelmq.
- Lithocarpus confertus Soepadmo
- Lithocarpus confinis S.H.Huang ex Y.C.Hsu & H.W.Jen
- Lithocarpus confragosus (King ex Hook.f.) A.Camus
- Lithocarpus conocarpus (Oudem.) Rehder
- Lithocarpus coopertus (Blanco) Rehder
- Lithocarpus corneri Julia & Soupadmo
- Lithocarpus corneus (Lour.) Rehder
- Lithocarpus cottonii A.Camus
- Lithocarpus craibianus Barnett
- Lithocarpus crassifolius A.Camus
- Lithocarpus crassinervius (Blume) Rehder
- Lithocarpus cryptocarpus A.Camus
- Lithocarpus cucullatus C.C.Huang & Y.T.Chang
- Lithocarpus curtisii (King ex Hook.f.) A.Camus
- Lithocarpus cyclophorus (Endl.) A.Camus
- Lithocarpus cyrtocarpus (Drake) A.Camus
- Lithocarpus dalatensis A.Camus
- Lithocarpus damiaoshanicus C.C.Huang & Y.T.Chang
- Lithocarpus daphnoideus (Blume) A.Camus
- Lithocarpus dasystachyus (Miq.) Rehder
- Lithocarpus dealbatus (Hook.f. & Thomson ex Miq.) Rehder
- Lithocarpus debaryanus (Warb.) Markgr.
- Lithocarpus dinhensis (Hickel & A.Camus) A.Camus
- Lithocarpus dodonaeifolius (Hayata) Hayata
- Lithocarpus dolichostachys A.Camus
- Lithocarpus ducampii (Hickel & A.Camus) A.Camus
- Lithocarpus echinifer (Merr.) A.Camus
- Lithocarpus echinocarpus (Hickel & A.Camus) A.Camus
- Lithocarpus echinophorus (Hickel & A.Camus) A.Camus
- Lithocarpus echinops Hjelmq.
- Lithocarpus echinotholus (Hu) H.Y.Chun & Huang ex Y.C.Hsu & H.W.Jen
- Lithocarpus echinulatus Soepadmo
- Lithocarpus edulis (Makino) Nakai
- Lithocarpus eichleri (Wenz.) A.Camus
- Lithocarpus elaeagnifolius (Seemen) Chun
- Lithocarpus elegans (Blume) Hatus. ex Soepadmo
- Lithocarpus elephantum (Hance) A.Camus
- Lithocarpus elizabethiae (Tutcher) Rehder
- Lithocarpus elmerrillii Chun
- Lithocarpus encleisocarpus (Korth.) A.Camus
- Lithocarpus eriobotryoides C.C.Huang & Y.T.Chang
- Lithocarpus erythrocarpus (Ridl.) A.Camus
- Lithocarpus eucalyptifolius (Hickel & A.Camus) A.Camus
- Lithocarpus ewyckii (Korth.) Rehder
- Lithocarpus falconeri (Kurz) Rehder
- Lithocarpus fangii (Hu & W.C.Cheng) C.C.Huang & Y.T.Chang
- Lithocarpus farinulentus (Hance) A.Camus
- Lithocarpus fenestratus (Roxb.) Rehder
- Lithocarpus fenzelianus A.Camus
- Lithocarpus ferrugineus Soepadmo
- Lithocarpus floccosus C.C.Huang & Y.T.Chang
- Lithocarpus fohaiensis (Hu) A.Camus
- Lithocarpus fordianus (Hemsl.) Chun
- Lithocarpus formosanus (Skan) Hayata
- Lithocarpus gaoligongensis C.C.Huang & Y.T.Chang
- Lithocarpus garrettianus (Craib) A.Camus
- Lithocarpus gigantophyllus (Hickel & A.Camus) A.Camus
- Lithocarpus glaber (Thunb.) Nakai
- Lithocarpus glaucus Chun & C.C.Huang ex H.G.Ye
- Lithocarpus glutinosus (Blume) Soepadmo
- Lithocarpus gougerotae A.Camus
- Lithocarpus gracilis (Korth.) Soepadmo
- Lithocarpus guinieri A.Camus
- Lithocarpus gymnocarpus A.Camus
- Lithocarpus haipinii Chun
- Lithocarpus hallieri (Seemen) A.Camus
- Lithocarpus hancei (Benth.) Rehder
- Lithocarpus handelianus A.Camus
- Lithocarpus harlandii (Hance ex Walp.) Rehder
- Lithocarpus harmandii (Hickel & A.Camus) A.Camus
- Lithocarpus hatusimae Soepadmo
- Lithocarpus havilandii (Stapf) Barnett
- Lithocarpus hendersonianus A.Camus
- Lithocarpus henryi (Seemen) Rehder & E.H.Wilson
- Lithocarpus himalaicus C.C.Huang & Y.T.Chang
- Lithocarpus honbaensis A.Camus
- Lithocarpus howii Chun
- Lithocarpus hypoglaucus (Hu) C.C.Huang ex Y.C.Hsu & H.W.Jen
- Lithocarpus hystrix (Korth.) Rehder
- Lithocarpus imperialis (Seemen) Markgr.
- Lithocarpus indutus (Blume) Rehder
- Lithocarpus irwinii (Hance) Rehder
- Lithocarpus iteaphyllus (Hance) Rehder
- Lithocarpus ithyphyllus Chun ex H.T.Chang
- Lithocarpus jacksonianus A.Camus
- Lithocarpus jacobsii Soepadmo
- Lithocarpus javensis Blume
- Lithocarpus jenkinsii (Benth.) C.C.Huang & Y.T.Chang
- Lithocarpus jordanae (Villanueva) Rehder
- Lithocarpus kalkmanii Julia & Soupadmo
- Lithocarpus kamengii K.C.Sahni & H.B.Naithani
- Lithocarpus kawakamii (Hayata) Hayata
- Lithocarpus kemmaratensis (Hickel & A.Camus) A.Camus
- Lithocarpus keningauensis Julia & Soupadmo
- Lithocarpus kingianus (Gamble) A.Camus
- Lithocarpus kochummenii Julia & Soupadmo
- Lithocarpus konishii (Hayata) Hayata
- Lithocarpus kontumensis A.Camus
- Lithocarpus korthalsii (Endl.) Soepadmo
- Lithocarpus kostermansii Soepadmo
- Lithocarpus kozlovii A.Camus
- Lithocarpus kunstleri (King ex Hook.f.) A.Camus
- Lithocarpus laetus Chun & C.C.Huang ex Y.C.Hsu & H.W.Jen
- Lithocarpus lampadarius (Gamble) A.Camus
- Lithocarpus laoticus (Hickel & A.Camus) A.Camus
- Lithocarpus laouanensis A.Camus
- Lithocarpus lappaceus (Roxb.) Rehder
- Lithocarpus lauterbachii (Seemen) Markgr.
- Lithocarpus leiocarpus A.Camus
- Lithocarpus leiophyllus A.Camus
- Lithocarpus leiostachyus A.Camus
- Lithocarpus lemeeanus A.Camus
- Lithocarpus lepidocarpus (Hayata) Hayata
- Lithocarpus leptogyne (Korth.) Soepadmo
- Lithocarpus leucodermis W.Y.Chun & C.C.Huang
- Lithocarpus levis W.Y.Chun & C.C.Huang
- Lithocarpus licentii A.Camus
- Lithocarpus lindleyanus (Wall. ex A.DC.) A.Camus
- Lithocarpus listeri (King) Grierson & D.G.Long
- Lithocarpus lithocarpaeus (Oerst.) Hjelmq.
- Lithocarpus litseifolius (Hance) Chun
- Lithocarpus longanoides C.C.Huang & Y.T.Chang
- Lithocarpus longipedicellatus (Hickel & A.Camus) A.Camus
- Lithocarpus longzhouicus (C.C.Huang & Y.T.Chang) J.Q.Li & Li Chen
- Lithocarpus loratifolius Phengklai
- Lithocarpus lucidus (Roxb.) Rehder
- Lithocarpus luteus Soepadmo
- Lithocarpus luzoniensis (Merr.) Rehder
- Lithocarpus lycoperdon (Skan) A.Camus
- Lithocarpus macilentus W.Y.Chun & C.C.Huang
- Lithocarpus macphailii (M.R.Hend.) Barnett
- Lithocarpus magneinii (Hickel & A.Camus) A.Camus
- Lithocarpus magnificus (Brandis) A.Camus
- Lithocarpus maingayi (Benth.) Rehder
- Lithocarpus mairei (Schottky) Rehder
- Lithocarpus mariae Soepadmo
- Lithocarpus megacarpus Soepadmo
- Lithocarpus megalophyllus Rehder & E.H.Wilson
- Lithocarpus megastachyus (Hickel & A.Camus) A.Camus
- Lithocarpus meijeri Soepadmo
- Lithocarpus mekongensis (A.Camus) C.C.Huang & Y.T.Zhang
- Lithocarpus melanochromus Chun & Tsiang ex C.C.Huang & Y.T.Chang
- Lithocarpus melataiensis Julia & Soupadmo
- Lithocarpus menadoensis (Koord.) Soepadmo
- Lithocarpus mianningensis Hu
- Lithocarpus microbalanus A.Camus
- Lithocarpus microlepis A.Camus
- Lithocarpus milroyi (Purkayastha) Barnett
- Lithocarpus mindanaensis (Elmer) Rehder
- Lithocarpus moluccus (L.) Soepadmo
- Lithocarpus monticolus (Koidz.) Rehder
- Lithocarpus muluensis Julia & Soupadmo
- Lithocarpus naiadarum (Hance) Chun
- Lithocarpus nantoensis (Hayata) Hayata
- Lithocarpus nebularum A.Camus
- Lithocarpus neorobinsonii A.Camus
- Lithocarpus nhatrangensis (Hickel & A.Camus) A.Camus
- Lithocarpus nieuwenhuisii (Seemen) A.Camus
- Lithocarpus nitidinux (Hu) Chun ex C.C.Huang & Y.T.Chang
- Lithocarpus nodosus Soepadmo
- Lithocarpus oblanceolatus C.C.Huang & Y.T.Chang
- Lithocarpus oblancifolius Julia & Soupadmo
- Lithocarpus obovalifolius (Hickel & A.Camus) Barnett
- Lithocarpus obovatilimbus Chun
- Lithocarpus obscurus C.C.Huang & Y.T.Chang
- Lithocarpus ochrocarpus A.Camus
- Lithocarpus oleifolius A.Camus
- Lithocarpus ollus (Kurz) A.Camus
- Lithocarpus ombrophilus A.Camus
- Lithocarpus oogyne (Miq.) A.Camus
- Lithocarpus orbicularis Soepadmo
- Lithocarpus ovalis (Blanco) Rehder
- Lithocarpus pachycarpus (Hickel & A.Camus) A.Camus
- Lithocarpus pachylepis A.Camus
- Lithocarpus pachyphyllus (Kurz) Rehder
- Lithocarpus paihengii Chun & Tsiang
- Lithocarpus pakhaensis A.Camus
- Lithocarpus pallidus (Blume) Rehder
- Lithocarpus palungensis C.H.Cannon & Manos
- Lithocarpus paniculatus Hand.-Mazz.
- Lithocarpus papillifer Hatus. ex Soepadmo
- Lithocarpus parvulus (Hickel & A.Camus) A.Camus
- Lithocarpus pattaniensis Barnett
- Lithocarpus paviei (Hickel & A.Camus) A.Camus
- Lithocarpus perakensis Soepadmo
- Lithocarpus petelotii A.Camus
- Lithocarpus phansipanensis A.Camus
- Lithocarpus philippinensis (A.DC.) Rehder
- Lithocarpus pierrei (Hickel & A.Camus) A.Camus
- Lithocarpus platycarpus (Blume) Rehder
- Lithocarpus platyphyllus A.Camus
- Lithocarpus polystachyus (Wall. ex A.DC.) Rehder
- Lithocarpus porcatus Soepadmo
- Lithocarpus proboscideus (Hickel & A.Camus) A.Camus
- Lithocarpus propinquus C.C.Huang & Y.T.Chang
- Lithocarpus psammophilus A.Camus
- Lithocarpus pseudokunstleri A.Camus
- Lithocarpus pseudomagneinii A.Camus
- Lithocarpus pseudomoluccus (Blume) Rehder
- Lithocarpus pseudoreinwardtii A.Camus
- Lithocarpus pseudosundaicus (Hickel & A.Camus) A.Camus
- Lithocarpus pseudovestitus A.Camus
- Lithocarpus pseudoxizangensis Z.K.Zhou & H.Sun
- Lithocarpus pulcher (King) Markgr.
- Lithocarpus pusillus Soepadmo
- Lithocarpus pycnostachys A.Camus
- Lithocarpus qinzhouicus C.C.Huang & Y.T.Chang
- Lithocarpus quangnamensis A.Camus
- Lithocarpus quercifolius C.C.Huang & Y.T.Chang
- Lithocarpus rassa (Miq.) Rehder
- Lithocarpus recurvatus Barnett
- Lithocarpus reinwardtii (Korth.) A.Camus
- Lithocarpus revolutus Hatus. ex Soepadmo
- Lithocarpus rhabdostachyus (Hickel & A.Camus) A.Camus
- Lithocarpus rigidus Soepadmo
- Lithocarpus robinsonii Rehder
- Lithocarpus rosthornii (Schottky) Barnett
- Lithocarpus rotundatus (Blume) A.Camus
- Lithocarpus rouletii (Hickel & A.Camus) A.Camus
- Lithocarpus rufescens Barnett
- Lithocarpus rufovillosus (Markgr.) Rehder
- Lithocarpus rufus (Koidz.) A.Camus
- Lithocarpus ruminatus Soepadmo
- Lithocarpus sandakanensis Julia & Soupadmo
- Lithocarpus scortechinii (King ex Hook.f.) A.Camus
- Lithocarpus scyphiger (Hance) A.Camus
- Lithocarpus sericobalanos E.F.Warb.
- Lithocarpus shinsuiensis Hayata & Kaneh.
- Lithocarpus shunningensis Hu
- Lithocarpus siamensis A.Camus
- Lithocarpus silvicolarum (Hance) Chun
- Lithocarpus skanianus (Dunn) Rehder
- Lithocarpus sogerensis (S.Moore) Markgr. ex A.Camus
- Lithocarpus solerianus (Vidal) Rehder
- Lithocarpus songkoensis A.Camus
- Lithocarpus sootepensis (Craib) A.Camus
- Lithocarpus sphaerocarpus (Hickel & A.Camus) A.Camus
- Lithocarpus stenopus (Hickel & A.Camus) A.Camus
- Lithocarpus stonei Julia & Soupadmo
- Lithocarpus submonticolus (Elmer) Rehder
- Lithocarpus suffruticosus (Ridl.) Soepadmo
- Lithocarpus sulitii Soepadmo
- Lithocarpus sundaicus (Blume) Rehder
- Lithocarpus syncarpus A.Camus
- Lithocarpus tabularis Y.C.Hsu & H.Wei Jen
- Lithocarpus taitoensis (Hayata) Hayata
- Lithocarpus talangensis C.C.Huang & Y.T.Chang
- Lithocarpus tawaiensis Julia & Soupadmo
- Lithocarpus tenuilimbus H.T.Chang
- Lithocarpus tenuinervis (Hickel & A.Camus) A.Camus
- Lithocarpus tephrocarpus (Drake) A.Camus
- Lithocarpus thomsonii (Miq.) Rehder
- Lithocarpus toumorangensis A.Camus
- Lithocarpus touranensis (Hickel & A.Camus) A.Camus
- Lithocarpus trachycarpus (Hickel & A.Camus) A.Camus
- Lithocarpus triqueter (Hickel & A.Camus) A.Camus
- Lithocarpus truncatus (King ex Hook.f.) Rehder
- Lithocarpus tubulosus (Hickel & A.Camus) A.Camus
- Lithocarpus turbinatus (Stapf) Forman
- Lithocarpus uraianus (Hayata) Hayata
- Lithocarpus urceolaris (Jack) Merr.
- Lithocarpus uvariifolius (Hance) Rehder
- Lithocarpus variolosus (Franch.) Chun
- Lithocarpus vestitus (Hickel & A.Camus) A.Camus
- Lithocarpus vidalianus A.Camus
- Lithocarpus vidalii (Fern.-Vill.) Rehder
- Lithocarpus vinhensis A.Camus
- Lithocarpus vinkii Soepadmo
- Lithocarpus wallichianus (Lindl. ex Hance) Rehder
- Lithocarpus woodii (Hance) A.Camus
- Lithocarpus wrayi (King) A.Camus
- Lithocarpus xizangensis C.C.Huang & Y.T.Chang
- Lithocarpus xylocarpus (Kurz) Markgr.
- Lithocarpus yangchunensis H.G.Ye & F.G.Wang
- Lithocarpus yersinii A.Camus
- Lithocarpus yongfuensis Q.F.Zheng